# Fréttablaðið
Fréttablaðið (Das Nachrichtenblatt) war Islands größte Tageszeitung. Sie erschien von 2001 bis 2023, wurde in isländischer Sprache im Tabloid-Format gedruckt und täglich kostenlos an Haushalte im ganzen Land verteilt.

## Geschichte
Die seit 2001 erscheinende Zeitung gehörte ursprünglich dem Medienunternehmen 365 miðlar. 2019 verkaufte 365 miðlar alle Anteile an seiner Tochtergesellschaft Torg ehf., die Fréttablaðið herausgab, an Investoren um Helgi Magnússon; zunächst 50 % und im Oktober 2019 auch die restliche Hälfte. Die Investoren hatten angekündigt, das operative Geschäft von Fréttablaðið bzw. Torg und des Fernsehsenders Hringbraut zusammenlegen zu wollen. Am 31. März 2023 hat Torg die Einstellung des Fréttablaðið und des Senders Hringbraut bekanntgegeben. Torg gab als Gründe dafür einerseits „Pech“ (óheppni) an, andererseits die allgemeine Entwicklung hin zu digitalen Medien. Zu den Schwierigkeiten des Fréttablaðið habe die COVID-19-Pandemie und ein dramatischer Rückgang der Inserateeinnahmen beigetragen. Die bisher ebenfalls von Torg betriebenen Websites DV.is und hringbraut.is sowie das Iceland Magazine sollen von der Gesellschaft Fjölmiðlatorgið ehf. fortgeführt werden.